# Per David Widegren
Per David Widegren, född 19 april 1784 i Västervik, död 27 januari 1849 i Skeppsås socken, var en svensk präst.

## Biografi
Per David Widegren föddes 1784 i Västervik. Han var son till klensmeden Olof Widegren och Brita Christina Bergman. Widegren studerade i Västervik och Linköping. Han blev vårterminen 1803 student vid Uppsala universitet och blev filosofie magister 15 juni 1809. Widegren blev 28 april 1810 kollega i Söderköping, där han tillträdde samma år, och prästvigdes 12 september samma år. Han avlade pastoralexamen 14 september 1816 och blev 28 maj 1817 komminister i Älvestads församling med tillträde 1818. Den 21 mars 1827 blev han kyrkoherde i Skeppsås församling med tillträde 1829 och blev 24 april 1839 prost. Widegren avled 1849 i Skeppsås socken.

### Familj
Widegren gifte sig 10 oktober 1814 med Maria Charlotta Bergström (1790–1860). Hon var dotter till hökaren Sven Bergström och Greta Lovisa Österling. De fick tillsammans barnen Per Mauritz August, Hilda Maria Cecilie (1817–1868) och Clara Amalia Charlotta.